# Opuštěný (Star Trek: Stanice Deep Space Nine, 1. řada)
Opuštěný (v anglickém originále The Forsaken) je v pořadí sedmnáctá epizoda první sezóny seriálu Star Trek: Stanice Deep Space Nine.

## Příběh
Stanice Deep Space Nine hostí delegaci velvyslanců Federace a komandér Sisko pověří doktora Bashira, aby jim dělal průvodce. Když se Bashir snaží zaujmout delegaci, velvyslankyně Lwaxanna Troi náhle vykřikne, že jí někdo ukradl brož. Ačkoli je telepat, upozorňuje, že nedokáže číst myšlenky Ferengů. Odo dovodí, že asi nebude umět číst ani myšlenky Dopterianů, kteří jsou vzdálenými příbuznými Ferengů, a zatkne zloděje. Tím Odo Lwaxannu okouzlí.
Lwaxanna navštíví Odovu kancelář a snaží se s ním flirtovat. Odo je nervózní a snaží se ze situace nějak dostat. Mezitím se ke stanici z červí díry přiblíží neznámá sonda a posádka se snaží navázat spojení. Odo navštíví Siska, aby ho požádal o radu, jak se vypořádat s chováním Lwaxanny. Sisko je pobaven, když ho Odo požádá, aby s tím něco udělal. Zatímco Dax a O'Brien pracují na navázání spojení se sondou, Lwaxanna dále uhání Oda s nabídkou společného pikniku. Následuje Oda na jeho obchůzce a přitom jsou uvězněni v zaseknutém turbovýtahu.
O'Brien zjišťuje, že se staniční počítač začíná chovat jinak než obvykle, jako malé dítě. Jakmile se od něj O'Brien vzdálí, ohlásí nějakou poruchu, aby se O'Brien vrátil. Informace získané ze sondy ukazují, že může jít o nějakou nižší formu umělého života, která se přimknula k O'Brienovi jako štěně. Bashir se snaží velvyslance dovést do jejich kajut, než se situace na stanici vrátí k normálu. Odo začíná přehodnocovat svůj prvotní odpor ke Lwaxanně. Blíží se okamžik, kdy se bude muset vrátit do tekutého stavu, což se dosud nikdy nestalo v přítomnosti cizí osoby.
O'Brien se pokouší vrátit cizí formu života ze staničního počítače zpět do sondy a snaží se zahltit program příkazy tak, aby mu v jeho úmyslu nestihl zabránit. Dojde ale k výbuchu plazmatu a požáru, který uvězní Bashira s velvyslanci v jedné z chodeb. Dax a O'Brien se snaží zjistit, co se stalo, a nakonec vymyslí, že pro „štěně“ postaví „psí boudu“, tj. místo v počítači, kam program schovají. Záměr funguje a problémy s počítačem mizí.
V turbovýtahu se Odo blíží okamžiku, kdy se bude muset vrátit do tekutého stavu. Lwaxanna se ho snaží podpořit a ukáže mu, že nosí paruku, protože nechce vypadat obyčejně. Odo ji řekne, že vůbec není taková, jak očekával, a ona odpoví, že je to největší kompliment, jakého se jí kdy dostalo. Odo se pak změní v tekutinu a Lwaxanna ho zachytí do své sukně. Bashir se s velvyslanci dostane z hořící chodby, za což ho nazývají hrdinou. Odo a Lwaxanna jsou vysvobozeni z turbovýtahu. Odo podotkne, že to nebyl zrovna piknik, jaký si Lwaxanna asi představovala, ale ona odpoví, že to, na čem opravdu záleží, je dobrá společnost.

## Zajímavosti
- Lwaxanna Troi tvrdí, že nemůže číst myšlenky Ferengům. To je však v rozporu s epizodou „Bitva“ seriálu Star Trek: Nová generace, kde její dcera, poloviční Betazoid Deanna Troi vnímá pocity Ferenga Boka.
- Jde o jednu ze tří epizod seriálu, v nichž se objevila postava Lwaxanny Troi. Těmi dalšími jsou „Okouzlení“ a „Dotek Múzy“.